# Инцидентът в Окс-Боу
„Инцидентът в Окс-Боу“ (на английски: The Ox-Bow Incident) е американски уестърн филм, излязъл по екраните през 1943 година, режисиран от Уилям Уелман с участието на Хенри Фонда в главната роля.

## Сюжет
Инцидентът в Окс-боу се случва в Невада през 1885 година. Двама скитници минават през едно градче в Запада, когато се разбира, че местен фермер е бил убит, а добитъкът му липсва. Мъжете от града сформират потеря, за да заловят извършителите. Към тях се присъединяват и двамата скитници, които нямат алиби. Не след дълго потерята настига трима души, които карат добитък с дамгата на убития фермер и решава да раздаде правосъдие на място. Част от потерята се противопоставя на това. Всички очакват пристигането на шерифа.

## В ролите
| Актьор          | Роля                                          |
| --------------- | --------------------------------------------- |
| Хенри Фонда     | Джил Картър                                   |
| Дана Андрюс     | Доналд Мартин                                 |
| Мери Бет Хюз    | Роуз Мапен / Роуз Суонсън                     |
| Хари Морган     | Арт Крофт                                     |
| Франк Конрой    | Майор Тетли                                   |
| Хари Дейвънпорт | Г-н Артър Дейвис                              |
| Антъни Куин     | Хуан Мартинес / Франсиско Морез, мексиканецът |
| Франсис Форд    | Алва Хардуик, Старецът                        |
| Уилям Ейт       | Джералд Тетли                                 |
| Джейн Даруел    | (Ма) Джени Гриър                              |
| Марк Лоурънс    | Джеф Фарнли                                   |
| Пол Хърст       | Монти Смит                                    |
| Крис-Пин Мартин | Пончо                                         |

## Награди и Номинации
- Филмът е номиниран за Оскар за най-добър филм на 16-те награди на Академията, губи от Казабланка.